# 北海道札幌東豊高等学校
北海道札幌東豊高等学校（ほっかいどう さっぽろとうほうこうとうがっこう）は、北海道札幌市東区東雁来町376-1にある公立（道立）の高等学校。校名の「豊」の字は豊平ではなく豊畑に由来する。

## 沿革
- 1983年4月 - 開校（全日制普通科10間口）
- 1988年4月 - 1年1学級増（11間口、全学級数は31学級）
- 1989年4月 - 1年1学級減（10間口、全学級数は31学級）
- 1990年4月 - 1年1学級増（11間口、全学級数は32学級）
- 1990年7月 - プール完成。水泳授業開始。
- 1992年4月 - 1年1学級減（10間口、全学級数は32学級）
- 1992年10月 - 10周年記念式典挙行（札幌市民会館）
- 1993年4月 - 女子生徒の制服変更
- 1997年4月 - 1年1学級減（9間口、全学級数は29学級）
- 2002年4月 - 1年1学級減（8間口、全学級数は26学級）
- 2002年10月 - 創立20周年記念式典
- 2006年9月 - 大規模改造工事着工

## 主な出身者
- 佐藤龍太（エフエム北海道所属のパーソナリティー・実業家）
- 大和田侑（プロレスラー）